# Aishah
Aishah, właśc. Wan Aishah Wan Ariffin (ur. 3 stycznia 1965 w Jempol, Negeri Sembilan) – malezyjska piosenkarka i polityk.
Swoją karierę wokalną rozpoczęła w 1983 roku po wygraniu jednego z konkursów talent show.
Była członkinią grupy muzycznej The Fan Club, z którą nagrała dwa albumy.

## Dyskografia
Albumy studyjne
1. Aishah & The Fan Club – Respect The Beat (1989)
2. Aishah (1990)
3. Aishah II (1991)
4. Aishah III: Asia Sedunia (1992)
5. Klasik (1994)
6. Wajah (1995)
7. Merenung Bulan (1996)
8. Tiada Duka Untuk Apa (1997)
9. Tiada Akhirnya (1998)
10. Pulanglah Perantau (2000)
11. Kurnia (2006)
12. Album Anak (2010)